# Donga-Mantung

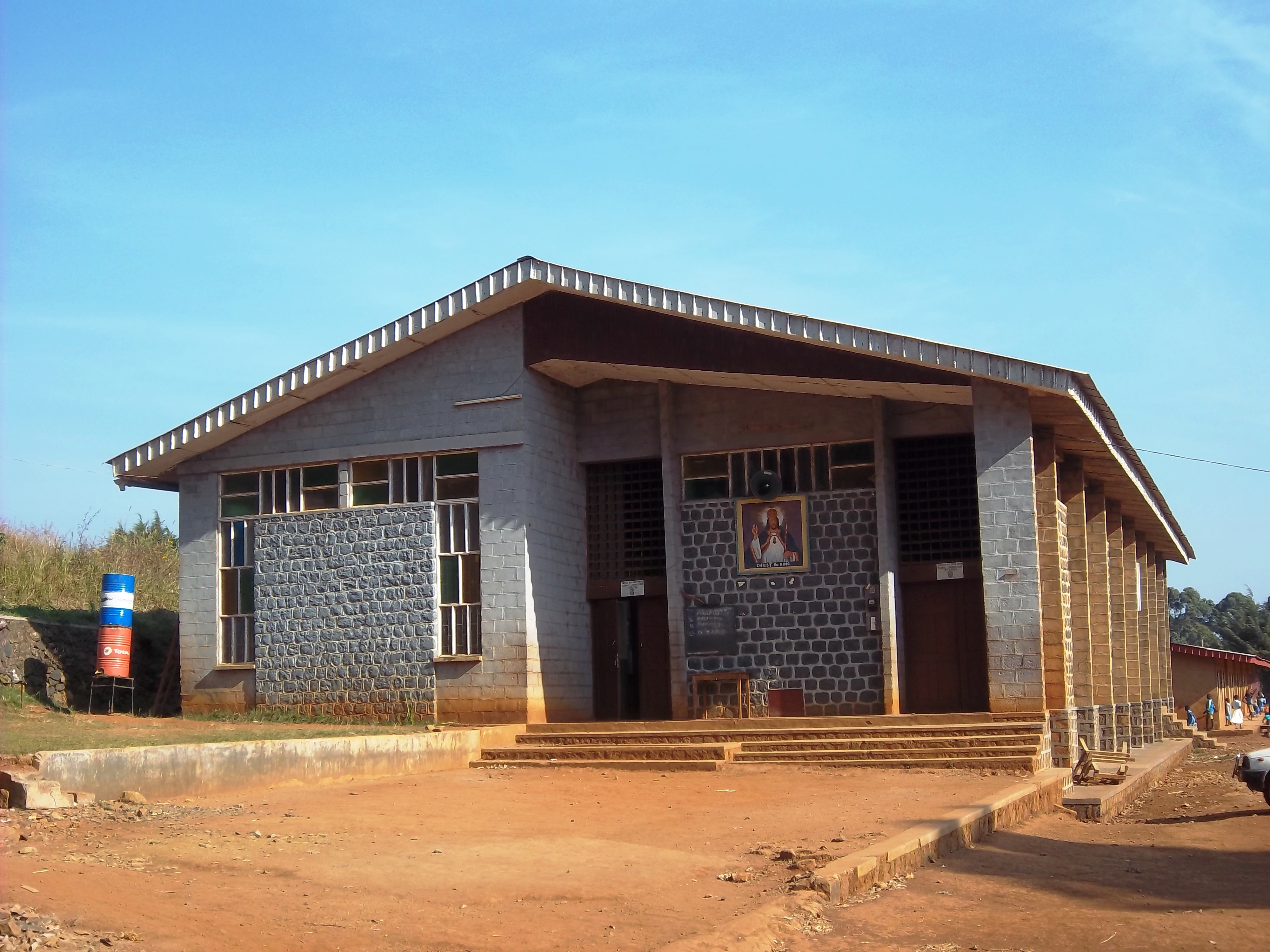
Kerk in Nkambé, hoofdplaats van Donga-Mantung

Donga-Mantung is een departement in Kameroen, gelegen in de regio Nord-Ouest. De hoofdplaats van het departement is Nkambé. De totale oppervlakte bedraagt 4.279 km². Met 337.533 inwoners bij de census van 2001 leidt dit tot een bevolkingsdichtheid van 79 inw/km².
Het departement ligt in het Engelstalige deel van het land. De belangrijkste bevolkingsgroepen zijn de Wimbum, Mbembe, Jukum, Nchanti, Mfumte, Yamba, Mbaw en Mambila.

## Gemeenten
Donga-Mantung is onderverdeeld in vijf gemeenten:
- Ako
- Misaje
- Ndu
- Nkambé
- Nwa